# پاکسازی (سیاسی)
پاکسازی، یکدست‌سازی یا تصفیه (انگلیسی: Purge) در تاریخ، دین، علوم سیاسی به حذف افرادی که توسط قشر دیگر یک حکومت یا سازمان، نامطلوب شمرده می‌شوند گفته می‌شود. تصفیه می‌تواند بدون خشونت یا خشونت‌آمیز باشد؛ تصفیه می‌تواند به حذف ساده کسانی که از یک سازمان اخراج شده‌اند محدود شود یا زندان، تبعید یا قتل عمد افراد پاکسازی شده را در پی داشته باشد.

## خصوصیات
کشتار جمعی شانگهای در سال ۱۹۲۷ و شب چاقوهای بلند در سال ۱۹۳۴ که در آن یک رهبر حزب سیاسی علیه قسمت خاص یا گروهی از حزب شد و آنها را به قتل رسانید. به اینگونه کشتارها، پاکسازی گفته می‌شود. درحالی‌که انفجارات گسترده در زمین نژادپرستی یا بیگانه هراسی مانند تاتارهای کریمه و توقیف ژاپنی-آمریکایی پاکسازی به‌شمار نمی‌آیند.
اگرچه پاکسازی‌های آنی و خصمانه در خور توجه هستند، اکثر پاکسازی‌ها شامل اعدام یا حفظ فوری نمی‌شوند. برای مثال پاکسازی‌های گسترده دوره ای حزب کمونیسمی چکسلواکی که با بی عاطفه گی یا کوتاهی انجام شد، یا پاکسازی یهودیها و مخالفان سیاسی خدمات اجتماعی آلمان در سالهای ۱۹۳۳–۱۹۳۴.

## تاریخچه استفاده از این واژه

### پاکسازی جنگ داخلی انگلیس، ۱۶۴۸–۱۶۵۰
قدیمی‌ترین استفاده از این واژه به زمان پاکسازی افتخاری جنگ داخلی انگلیسی بر می‌گردد. اعضای میانه‌روی مجلس، توسط ارتش پاکسازی شدند. تحت پاکسازی هیئت ملت که شامل کل خانه فرمانروایان نیز می‌شد، پارلمان ممکن بود با پاکسازی‌های بعدی نیز روبرو گردد.

### روش سیاسی ژوزف استالین اتحاد جماهیر شوروی
واژه پاکسازی گاهی با استالینیسم همبسته می‌شود. هنگام رهبری اتحادیه جماهیر شوروی سوسیالیستی ژوزف استالین در زندان سیاسی و بیگاری گاه زندانی شد و همان‌جا اعدام شد. برای مثال پاکسازی کولاک، بسیاری از افسران نظامی، اقلیت‌های قومی و «اوراقچی ها»، یا شهروندانی که متهم به توطئه چینی علیه کمونیسم بودند.

### کره شمالی
رهبران کره شمالی، کیم ۲ سانگ، کیم جونگ ایل، و کیم جونگ اون، همگی از سال ۱۹۵۰ به صورت دوره ای شروع به پاکسازی رقیب‌های سیاسی و تهدید کننده‌ها کردند.

### فرانسه بعد از جنگ جهانی دوم
پس از آزادسازی فرانسه توسط متفقین در سال ۱۹۴۴ فرانسه آزاد و خصوصاً ایستادگی فرانسه، پاکسازی‌هایی در مورد همدستان سابق دشمن انجام داد و این پروسه به شکل قانونی درآمد که به آن تطهیر قانونی می‌گویند. پروسه‌هایی شبیه به این در دیگر کشورها و در دیگر موقعیت‌ها که شامل فاشیست زدایی و حرف نزدن می‌شود، انجام شد.

### کوبای کمونیستی
بعد از انقلاب کوبا در سال ۱۹۵۹، فیدل کاستروی کوبا اغلب کسانی را که قبلاً به رژیم باتیستا وابسته بودند پاکسازی کرد. پاکسازی‌ها عموماً شامل اعدام شخص مجرم می‌شد. کاسترو بعد از آن هیئت پاکسازی تشکیل داد.

### در قرن ۲۱
در قرن ۲۱ به ندرت پاکسازی رخ داده‌است. برای کره شمالی به بالا مراجعه کنید.

#### ترکیه
بعد از کودتای ناموفق ۲۰۱۶ ترکیه، دولت ترکیه شروع به پاکسازی افراد مخالف در خدمات اجتماعی و نیروهای ارتش کرد و ظاهراً تمرکز پاکسازی روی کارمندان دولتی و سربازان منتسب به دست داشتن در حزب جنبشی گولن بود، گروهی که دولت آن را مقصر کودتا می‌دانست. به عنوان بخشی از پاکسازی حدوداً ۵۰۰۰۰ مقام رسمی، که شامل هزاران قاضی نیز می‌شد، توقیف یا از کار اخراج شدند.